# 10269 Tusi
A 10269 Tusi (ideiglenes jelöléssel 1979 SU11) a Naprendszer kisbolygóövében található aszteroida. Nyikolaj Sztyepanovics Csernih fedezte fel 1979. szeptember 24-én.